# Єрзовка (Махньовський міський округ)
Є́рзовка (рос. Ерзовка) — селище у складі Махньовського міського округу Свердловської області.
Населення — 37 осіб (2010, 59 у 2002).
Національний склад населення станом на 2002 рік: росіяни — 93 %.